# Svemirski centar John F. Kennedy
Svemirski centar John F. Kennedy je prostor i postrojenje koje se nalazi u blizini Rta Canaveral na Floridi u SAD-u, koje je od strane NASA-e namijenjeno lansiranju svemirskih letjelica i za druge svrhe usmjerene ostvarivanju svemirskih programa Sjedinjenih Američkih Država. Pokriva područje od oko 219 kvadratnih milja. Na području svemirskog centra zaposleno je oko 17.000 ljudi. Centar je osim kao lansirno postrojenje poznat i kao vrlo posjećeno turističko odredište. Centar je svemirska luka za razne korisnike.
Svoj je naziv centar dobio u studenom 1963. ali su svemirska istraživanja na njemu započela još u listopadu 1957. slanjem u svemir rakete Atlas. Početak svoje slave širom svijeta centar je doživio početkom ostvarivanja projekta Apollo, a s njega je od tada ostvareno mnogo uspješnih svemirskih projekata Sjedinjenih Američkih Država.

## Vanjske poveznice
- http://www.spacemuseum.org/
- http://www.titusville.org/
- http://www.ksc.nasa.gov/  Arhivirana inačica izvorne stranice od 24. veljače 2006. (Wayback Machine)
- http://www.kennedyspacecenter.com/